# Ильинка (Криничанский район)
Ильинка (укр. Іллінка) — село,
Новосёловский сельский совет,
Криничанский район,
Днепропетровская область,
Украина.
Код КОАТУУ — 1222084504. Население по переписи 2001 года составляло 125 человек.

## Географическое положение
Село Ильинка находится на правом берегу реки Мокрая Сура, выше по течению на расстоянии в 0,5 км расположено село Зелёный Кут, ниже по течению примыкает село Червоный Яр, на противоположном берегу — пгт Кринички и село Чернече. Вдоль русла реки сделано несколько запруд.